# Bandera de Hamilton (Ontario)
La bandera de Hamilton està formada per un pal canadenc blau sobre un fons de color groc daurat, formant visualment dues franges laterals de color daurat i una de central blava el doble d'ample. Al centre s'hi mostra un quinquefoli (una flor heràldica de cinc pètals ondulats), envoltat per una cadena circular de dotze baules rectangulars amb cantonades arrodonides, que s'alternen grans i petites, totes de color groc daurat. El diàmetre de la cadena circular és gairebé l'alçada total de la bandera. Fou dissenyada pel bisbe Ralph Spence i concedida a la ciutat el 15 de juliol de 2003.
La bandera fou especialment dissenyada per complementar la bandera nacional canadenca i seguir el seu disseny. Els colors són el groc i el blau reial. Al centre el quinquefoli groc daurat que, com a insígnia del cap del clan Hamilton, representa el nom de la ciutat. La cadena a l'exterior simbolitza tant la unitat com la indústria siderúrgica de la comunitat. Les sis baules de la cadena representen les sis comunitats que formen la ciutat: Hamilton, Ancaster, Dundas, Flamborough, Glanbrook i Stoney Creek.